# 大童山文五郎

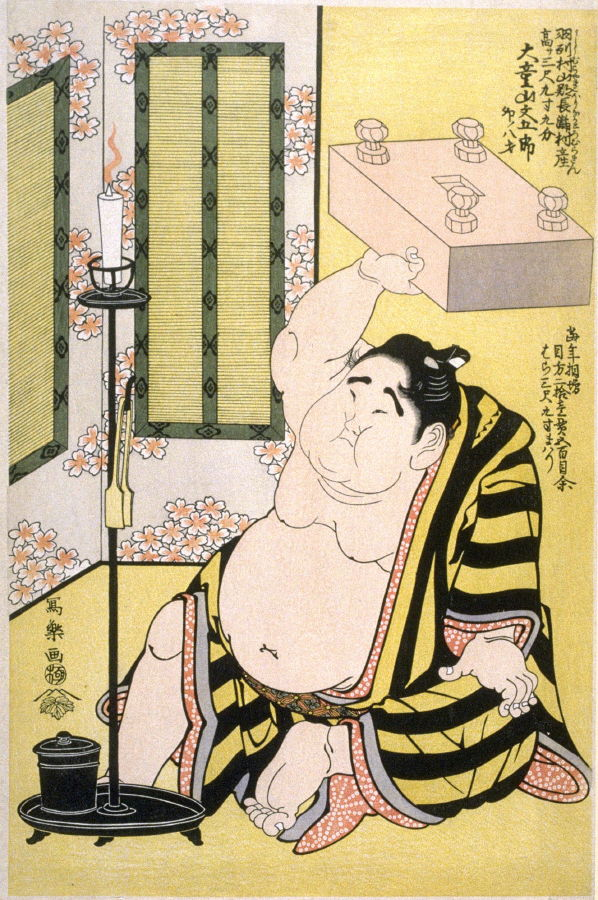
大童山の浮世絵。東洲斎写楽画。

大童山 文五郎（だいどうざん ぶんごろう、天明8年2月15日（1788年3月22日） - 文政5年12月20日（1823年1月31日））は、山形県出身の江戸時代の力士。本名は塩野 文五郎。最高位は西前頭5枚目（1805年2月場所）。現役時代の体格は159cm、169kg（成年時）。

## 来歴
百姓（塩野武左衛門）の子として、出羽国村山郡長瀞村（現在の山形県東根市）に生まれる。生後1年2ヶ月で拾貫（37.5キロ）、2歳で115ｃm（120ｃmとも）33kgと伝わる。また、7歳で身長三尺九寸七分（120センチ）、体重十九貫（71キロ）、腹三尺六寸（109センチ回り）と錦絵に記されている。
その怪童ぶりから、1794年9月、数え年7歳（満6歳）で江戸に出て初土俵を踏んだ。土俵入りに人気があり、江戸中で大評判になった。勝川春英,勝川春山,喜多川歌麿,東洲斎写楽などの絵師がこぞって浮世絵を描いた。中でも、写楽は「大童山土俵入り」シリーズとして、4点浮世絵に描いている。
また北斎版木の裏に彫られた4枚の色版木がボストン美術館に残っている。
寛政・享和年間は土俵入りのみだったが、文化年間に入ると相撲を取った記録が残っている。1805年（文化2年）2月場所、西前頭5枚目で8勝2休の好成績を残すも、現役全般としては余り成績は振るわなかった（但し、当時の記録については殆ど残っていないため、正確な点は不明）。1812年（文化9年）4月場所で引退。
引退後は、神田下谷広徳寺の前で艾や手拭を売った。「七年モグサ」を売って繁盛したという。1822年（文政5年）12月20日死去。享年36（満34歳没）。蔵前の榧寺に墓がある。
没後の1979年（昭和54年）には、土俵入りの様子を描いた郵便局の切手が発行されている。

## 主な戦績
- 幕内在位：12場所（但し実際に相撲を取ったのは1804年11月場所-1806年3月場所の4場所のみ）
- 幕内通算成績：9勝1敗100休 勝率.900
- 現役在位：24場所

### 場所別成績
| 1794年 | x                 | 西張出前頭 0–0–10 |
| 1795年 | 西張出前頭 0–0–5  | 西張出前頭 0–0–10 |
| 1796年 | 西張出前頭 0–0–10 | 西張出前頭 0–0–10 |
| 1797年 | 西張出前頭 0–0–10 | 西張出前頭 0–0–10 |
| 1798年 | 西張出前頭 0–0–10 | x                 |
| 1799年 | x                 | x                 |
| 1800年 | x                 | x                 |
| 1801年 | x                 | x                 |
| 1802年 | x                 | x                 |
| 1803年 | x                 | x                 |
| 1804年 | x                 | 西張出前頭 0–0–10 |
| 1805年 | 東前頭5枚目 8–0–2 | 東前頭6枚目 1–1–8 |
| 1806年 | 東前頭6枚目 0–0–5 | 東幕下筆頭 1–0    |
| 1807年 | 東幕下筆頭 0–0    | 東幕下12枚目 –    |
| 1808年 | 東幕下21枚目 –    | 西幕下 –          |
| 1809年 | 西幕下 –          | 東幕下20枚目 –    |
| 1810年 | 西幕下 –          | 西幕下 –          |
| 1811年 | 東幕下20枚目 –    | 西幕下 –          |
| 1812年 | 西幕下 引退 –     | x                 |
| 各欄の数字は、「勝ち-負け-休場」を示す。 優勝 引退 休場 十両 幕下 三賞：敢=敢闘賞、殊=殊勲賞、技=技能賞 その他：★=金星 番付階級：幕内 - 十両 - 幕下 - 三段目 - 序二段 - 序ノ口 幕内序列：横綱 - 大関 - 関脇 - 小結 - 前頭（「#数字」は各位内の序列） |                   |                   |

- 当時は十両の地位が存在せず、幕内のすぐ下が幕下であった。番付表の上から二段目であるため、現代ではこの当時の幕下は、十両創設後現代までの十両・幕下と区別して二段目とも呼ぶ。
- 二段目11枚目以下の地位は小島貞二コレクションの番付実物画像による。